# 経済監視官
経済監視官（けいざいかんしかん）とは、1947年（昭和22年）より府県警察部（東京都では警視庁）に配属された警察職員。

## 概要
終戦直後より闇市が登場し、ヤミ物資が横行するなど、当時の日本経済は混乱の極みにあった。これらの経済事犯の取締りのために内務省は、GHQに警察官の増員を掛け合ったが認められなかった。そこで苦肉の策として、「警察官ではない警察職員」として、「経済監視官」という特別な職種の職員を設けることとなった。
経済監視官は、経済事犯の取り締まりに関して特別司法警察職員としての権限を有し、経済取締担当警察官と一緒に行動した。
経済監視官は、警部補以上に相当する「経済監視官」と巡査・巡査部長に相当する「経済監視官補」の二階級制となっていた。その採用に当たっては、外地から引き揚げた元警察官などを採用したりした。
経済監視官としての制服は無く、その代わりに身分証明書を携帯した。また警笛と捕縄を携帯していた。
旧警察法の制定により、警察官の大幅増員が認められたことで、経済監視官の警察官への転官が進められ、1949年（昭和24年）に廃止された。